# Ne-Yos diskografi
Ne-Yos diskografi, är den amerikanska pop och R&B singer-songwritern, producenten, skådespelaren och rapparen Ne-Yos diskografi. Den innehåller tre studioalbum, tretton singlar och ett antal gästframträdanden. 
Sedan Ne-Yos har han haft fem låtar på Billboard Hot 100 som huvudartist och två album som har varit etta på Billboard 200. Ne-Yo har även skrivit ett antal låtar till andra artister som har kommit högt på låtlistorna.

## Studioalbum
| 2006                                                                          | In My Own Words - Släppt: 28 februari 2006                                  | 1 | 1 | 14 | 41 | — | —  | 35 | — | 27  | 27 | - RIAA-certifiering: Platinum                               |
| 2007                                                                          | Because of You - Släppt: 1 maj 2007                                         | 1 | 1 | 6  | 39 | — | 34 | 34 | 2 | 175 | 54 | - RIAA-certifiering: Platinum                               |
| 2008                                                                          | Year of the Gentleman - Släppt: 16 september 2008                           | 2 | 1 | 2  | 7  | 4 | 13 | 6  | 2 | 24  | 22 | - RIAA-certifiering: Platinum - Försäljning i USA: 1 miljon |
| 2010                                                                          | Libra Scale - 4:e studioalbumet - Släppt: Albumet väntas släppas under 2010 |   |   |    |    |   |    |    |   |     |    |                                                             |
| "—" betecknar en utgåva som inte placerade sig på listan eller inte släpptes. |                                                                             |   |   |    |    |   |    |    |   |     |    |                                                             |

## Singlar
| 2006                                                                          | "Stay" (feat. Peedi Peedi) | —  | 36 | —  | —  | —  | —  | —  | —  | — | —  | —  | —   | In My Own Words       |
| 2006                                                                          | "So Sick"                  | 1  | 3  | 4  | 21 | —  | 11 | 2  | 11 | 2 | —  | 5  | 1   | In My Own Words       |
| 2006                                                                          | "When You're Mad"          | 15 | —  | —  | —  | —  | —  | —  | —  | — | —  | —  | —   | In My Own Words       |
| 2006                                                                          | "Sexy Love"                | 7  | 1  | 14 | —  | —  | 28 | 7  | 30 | 8 | —  | 29 | 5   | In My Own Words       |
| 2007                                                                          | "Because of You"           | 2  | 7  | 23 | 64 | 16 | 30 | 9  | 12 | 1 | 24 | 51 | 4   | Because of You        |
| 2007                                                                          | "Do You"                   | 26 | 3  | —  | —  | —  | —  | —  | —  | — | —  | —  | 100 | Because of You        |
| 2007                                                                          | "Can We Chill"             | —  | 52 | —  | —  | —  | —  | —  | —  | — | —  | —  | 62  | Because of You        |
| 2007                                                                          | "Go On Girl"               | 96 | 27 | —  | —  | —  | —  | —  | —  | — | —  | —  | —   | Because of You        |
| 2008                                                                          | "Closer"                   | 7  | 21 | 8  | 9  | 19 | 4  | 3  | 12 | 3 | 40 | 17 | 1   | Year of the Gentleman |
| 2008                                                                          | "Miss Independent"         | 7  | 1  | 40 | 54 | 21 | 30 | 9  | 6  | 4 | 56 | 67 | 6   | Year of the Gentleman |
| 2008                                                                          | "Mad"                      | 11 | 5  | 82 | —  | 23 | —  | 30 | 30 | 5 | 57 | —  | 19  | Year of the Gentleman |
| 2009                                                                          | "Part of the List"         | —  | 70 | —  | —  | —  | —  | —  | —  | — | —  | —  |     | Year of the Gentleman |
| "—" betecknar en utgåva som inte placerade sig på listan eller inte släpptes. |                            |    |    |    |    |    |    |    |    |   |    |    |     |                       |

### Som gästartist
| År   | Titel                                                                             | Låtpositioner | Låtpositioner | Låtpositioner | Låtpositioner | Låtpositioner | Låtpositioner | Låtpositioner | Låtpositioner | Låtpositioner | Låtpositioner | Låtpositioner | Album                                 |
| År   | Titel                                                                             | U.S.          | U.S. R&B      | U.S. Pop      | UK            | IRE           | AUS           | NZ            | GER           | SWI           | NL            | FRA           | Album                                 |
| ---- | --------------------------------------------------------------------------------- | ------------- | ------------- | ------------- | ------------- | ------------- | ------------- | ------------- | ------------- | ------------- | ------------- | ------------- | ------------------------------------- |
| 2006 | "Back Like That" (Ghostface Killah feat. Ne-Yo)                                   | 61            | 14            | —             | 46            | 48            | —             | —             | —             | —             | —             | —             | Fishscale                             |
| 2007 | "Make Me Better" (Fabolous feat. Ne-Yo)                                           | 8             | 2             | 14            | —             | —             | —             | —             | —             | —             | —             | —             | From Nothin' to Somethin'             |
| 2007 | "Sexual Healing" (Sarah Connor feat. Ne-Yo)                                       | —             | —             | —             | —             | —             | —             | —             | 11            | 41            | —             | —             | Soulicious                            |
| 2007 | "Hate That I Love You" (Rihanna feat. Ne-Yo)                                      | 7             | 20            | 7             | 15            | 13            | 14            | 6             | 11            | 13            | 9             | 16            | Good Girl Gone Bad                    |
| 2008 | "Bust It Baby Pt. 2" (Plies feat. Ne-Yo)                                          | 7             | 2             | 20            | 81            | —             | —             | 9             | —             | —             | —             | —             | Definition of Real                    |
| 2008 | "Finer Things" (DJ Felli Fel feat. Ne-Yo, Kanye West, Jermaine Dupri, & Fabolous) | 101           | 80            | —             | —             | —             | —             | —             | —             | —             | —             | —             | Singeln finns inte med på något album |
| 2008 | "By My Side" (Jadakiss feat. Ne-Yo)                                               | —             | 64            | —             | —             | —             | —             | —             | —             | —             | —             | —             | The Last Kiss                         |
| 2008 | "Single" (New Kids on the Block feat. Ne-Yo)                                      | 107           | —             | 56            | 81            | —             | —             | —             | —             | —             | —             | —             | The Block                             |
| 2008 | "Camera Phone" (The Game feat. Ne-Yo)                                             | —             | —             | —             | 48            | —             | —             | —             | —             | —             | —             | —             | LAX                                   |
| 2008 | "She Got Her Own" (Jamie Foxx feat. Ne-Yo & Fabolous)                             | 54            | 2             | —             | —             | —             | —             | —             | —             | —             | —             | —             | Intuition                             |
| 2009 | "Knock You Down" (Keri Hilson feat. Kanye West & Ne-Yo)                           | 3             | 1             | 14            | 5             | 2             | 24            | 1             | —             | —             | —             | —             | In a Perfect World...                 |
| 2009 | "Be on You" (Flo Rida feat. Ne-Yo)                                                | 75            | -             | -             | 51            | -             | -             | -             | —             | —             | —             | —             | R.O.O.T.S.                            |